# Габидуллин, Самат Магадеевич
Самат Магадеевич Габидуллин (баш. Самат Мәһәҙи улы Ғәбиҙуллин; 1939—1997) — башкирский поэт и журналист. Член Союза писателей Башкирской АССР (1988). Заслуженный работник культуры Башкирской АССР (1990). Лауреат Премии имени С. Мухаметкулова (1992).

## Биография
Габидуллин Самат Магадеевич родился 30 октября 1939 года в деревне Аскарово Бурзянского района Башкирской АССР.
В 1963 году окончил Башкирский государственный университет (ныне Уфимский университет науки и технологий).
В 1963—1966 гг. преподавал в Канлы-Туркеевской средней школе Буздякского района.
С 1966 года работал в газете «Красный ключ», а с 1972 года — в должности заместителя главного редактора той же газеты.
В 1976—1979 гг. являлся сотрудником газеты «Слава труду», а в 1979 году — газеты «Ленинсы».
В 1980—1981 гг. заведовал отделом газеты «Беззен тормош». В 1981—1995 гг. являлся ответственным секретарём газеты «Тан».

## Творческая деятельность
Первые стихи Самата Габидуллина были опубликованы в альманахах «Молодые силы» (1959, 1961), и позднее — «Берёзовая криница» (Киев: Молодь, 1972), «Любовь» (Уфа: Башкнигоиздат, 1981).
В 1967 году вышла его первая книга — «Тауыш килә тауҙарҙан» («Эхо в горах»).
Для поэзии Габидуллина свойственно светлое мироощущение и тонкий лиризм. В произведениях, которые вошли в поэтические сборники «Шаңдаҡ» (1971; «Зарево»), «Күңелем бишеге» (1986; «Колыбель души»), Самат Магадеевич с большой любовью воспевает красоту родного края, утверждает веру в духовную мощь своего народа. Природа в его стихах частенько выступает в качестве соучастника нелегкой судьбы родного народа, активным выразителем его чаяний и надежд.
Центральной темой книг «Көнөбөҙ» (1996; «Будни») и «Поющие струны» является тревожные раздумья о судьбах Отечества, о жизни и счастье, а также о судьбе обычного человека.

## Книги
- Сыңлар ҡылдарым: шиғырҙар. Өфө, 1990.
- Шаңдаҡ: шиғырҙар, поэма-баллада, иҫтәлектәр. Өфө, 2009.

## Память
- В селе Старосубхангулово и деревне Аскарово Бурзянского района именем Самата Габидуллина названы улицы.
- В честь поэта на здании редакции газеты «Тан» установлена мемориальная доска.
- В школе родного села поэта — Аскарово был открыт музей С. Габидуллина.
- В 2010 году Администрацией Бурзянского района была учреждена премия его имени.